# Ambrosius Petruzzy

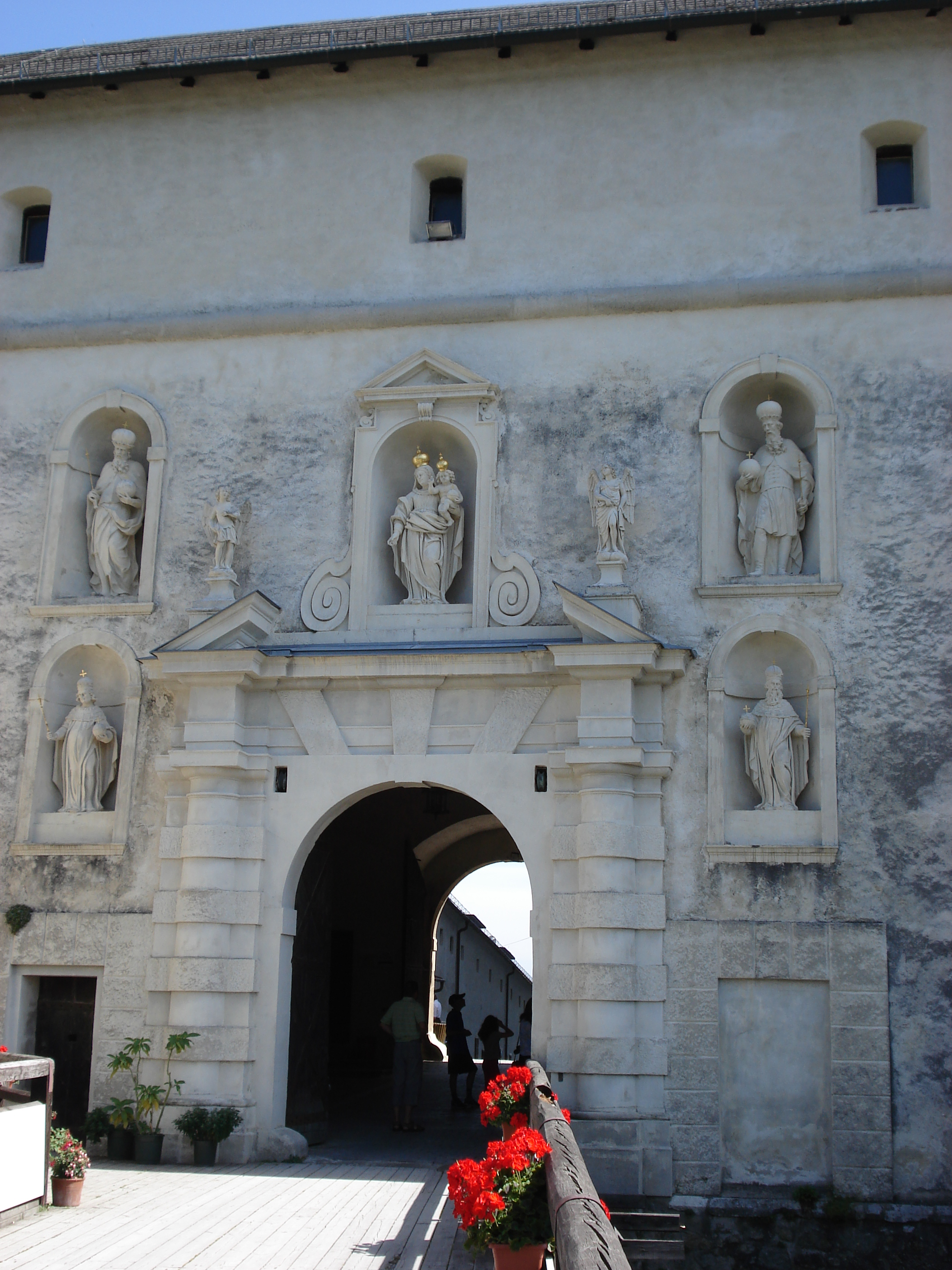
Burg Forchtenstein, Hauptportal

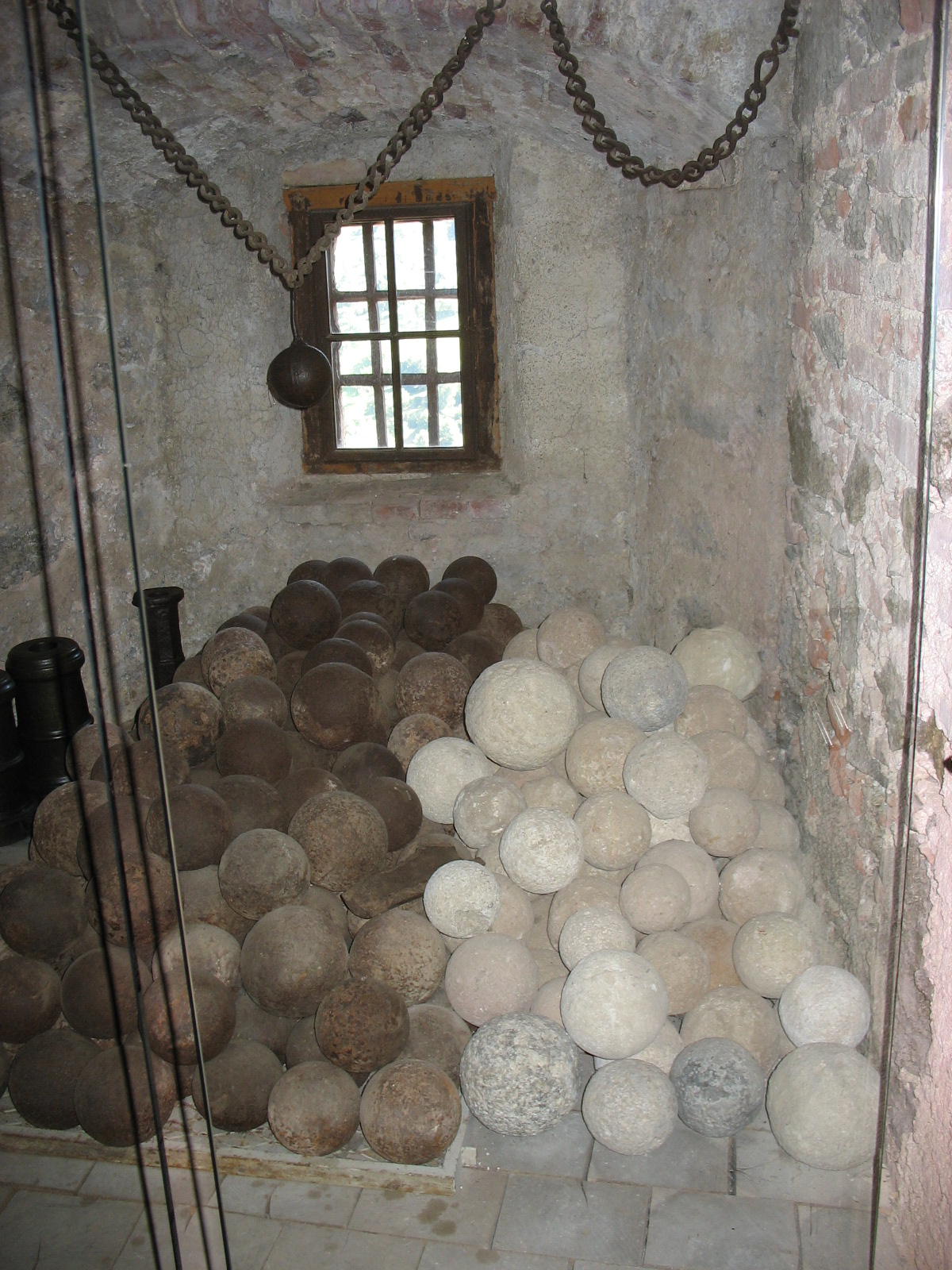
Burg Forchtenstein, Kanonenkugeln

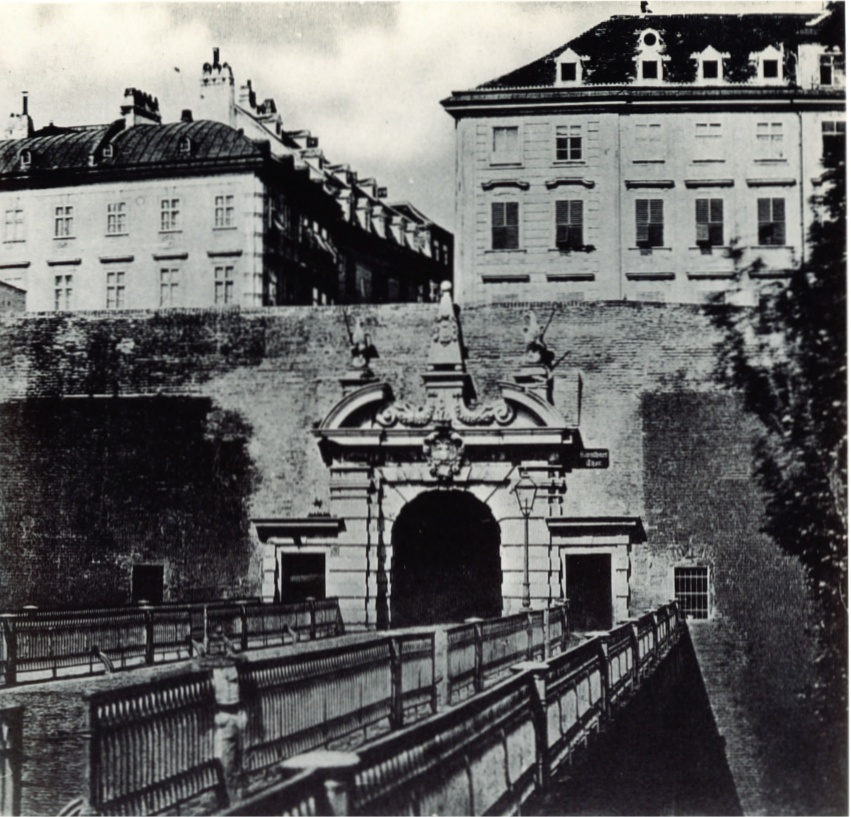
Werkstätte vor dem Kärntner-Tor, Bild von 1858

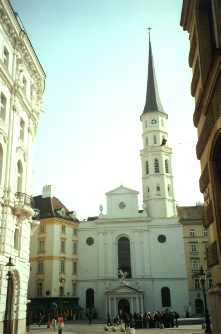
Michaelerkirche

Ambrosius Petruzzy (* um 1600 in Maroggia; † 1652 in Kaisersteinbruch) war ein italienischer Steinmetzmeister und Bildhauer des Barock. Er war der ältere Bruder des Steinmetzmeisters Domenicus Petruzzy, beide arbeiteten im Kaisersteinbrucher Steinmetzhandwerk. 

## Leben und Wirken
Meister Francesco Maderno und Ehefrau Maria verkauften im Dezember 1640 an Meister Ambrosius und Lucia Petruzzy ihr Haus mit Garten. Ambrosius Petruzzy war schon längere Zeit Mitglied der Steinmetzbruderschaft, denn im selben Jahr 1640 leitete er als Obervorsteher die Viertellade der Steinmetz- und Maurermeister im kaiserlichen Steinbruch.
In den 1640er Jahren forderte die Wiener Bauhütte von den Kaisersteinbrucher Meistern energisch, sich vom Wiener Neustädter Handwerk zu trennen und Wien zuzuwenden, ansonsten bekämen sie große Schwierigkeiten bei ihren Wiener Aufträgen. In einem Schreiben der Wiener Steinmetzmeister an Abt Michael Schnabel vom Stift Heiligenkreuz als Obrigkeit im März 1641 heißt es dazu ... der Heiligenkreuzer Untertan Ambrosius Petruzzy, der von Klosterneuburg vertrieben, jetzt vor dem Kärntner-Tor gleichfalls ein Werkstatt aufgerichtet ...

### Meister in Kaisersteinbruch und in Wien
Nachfolgende Meister waren zugleich Mitglieder der Wiener Bauhütte und der Kaisersteinbrucher Bruderschaft. Im Verzeichnis vom November 1644 werden die Gebühren für Wiener Steinmetzmeister, wie auch Geselle zur Erhebung der Neuen Kayserlichen Freyheiten festgelegt, ein Meister 45 Kreuzer, ein Geselle 15 Kreuzer. Daraus folgt:
- Pietro Maino Maderno erlegt für sich und vier Gesellen – 1 Gulden 45 Kreuzer
- Hieronymus Bregno erlegt für sich und einen Gesellen – 1 Gulden
- Antonius Purisol erlegt den 31. Juli für sich und zwei Gesellen – 1 Gulden 15 Kreuzer
- Hans Herstorffer erlegt den 31. July für ihn und seine drei Gesellen – 1 Gulden 30 Kreuzer
- Peter Concorz erlegt für ihn und seine sieben Gesellen – 2 Gulden 30 Kreuzer
- Ambrosius Petruzzy erlegt den 5. September für sich und zwei Gesellen – 1 Gulden 15 Kreuzer

#### Steinbruch-Pacht
Im März 1643 schrieb Petruzzy in einem Gesuch an den Abt, ... der Herr Verwalter in Königshof jährlich 20 Gulden Zins wegen meines kleinen Steinbruchs begehrt, ... andere Untertanen, welche viel größere Steinbrüche haben, nicht mehr als 2 Gulden 30 Kreuzer geben .... Der Abt entschied, er habe jährlich 15 Reichstaler oder ein schönes Türgestell zu reichen (das entspricht der Hälfte).

### Steinmetzarbeiten in der Wiener Michaelerkirche
Die Wiener Bauhütte entschied im Mai 1644 in der Streitsache zwischen den Meistern Ambrosius Petruzzy und Antonius Purisol, beide von Kaisersteinbruch, dass Meister Petruzzy die Steinmetzhütte St. Michael alleine verbleiben solle. Hinfort werden keinem Meister zwei Hütten zugelassen, noch in einer Hütte zwei Meister genehmigt.
In der Vesperbildkapelle findet man unter Verzeichnis und Ausgaben für Unser Frauen Ihre Capelle:
Erstlich dem Maurermeister Antonius Carlone für die Capelle in allem geben 309 Gulden 45 Kreuzer
dem Meister Ambrosius Petruzzy sein Rest (!) bezahlt mit 33 Gulden
dem Meister Ambrosius Petruzzy für die äußeren Staffel 27 Gulden.

### Lehrmeister von Andreas Provin
Die Wiener Bauhütte verlautbarte im Oktober 1644, Steinmetzmeister Giacomo Provino (Jacopo Provin) von Spital am Pyhrn bitte darum, seinen Sohn Andreas Provin die nächsten drei Jahre bei Steinmetzmeister Ambrosius Petruzzy, Bürger in Wien, in die Lehre zu schicken. Er hatte zuvor dritthalb Jahre bei ihm selbst gelernt, er aber wegen Leibesschwachheit halber, des tödlichen Abgangs sicher. 

### Tod
1652 starb Ambrosius Petruzzy, er hinterließ Schulden. So kam der Steinbruch an seinen Bruder Domenicus Petruzzy, der die Verbindlichkeiten bezahlte.

## Werke
- 1630–1634: Burg Forchtenstein, Großauftrag für drei Kaisersteinbrucher Meister, Ambrosius Petruzzy, Pietro Maino Maderno und Mathias Lorentisch. Kaiserstein für Hauptportale, Brunnen, Kanonenkugeln usw. Lieferungen der ausgearbeiteten Steine mit großen Steinwagen von sechs Ochsen gezogen
- 1640: Klosterneuburg
- 1641: beim Kärntner-Tor der Wiener Stadtmauer
- 1644: Michaelerkirche in Wien, Steinmetzarbeiten Vesperbildkapelle, Stiegen

## Archivalien
- Michaelerkirche: Rechnungsbuch Vesperbildkapelle ab 1639.
- Wiener Stadt- und Landesarchiv: Steinmetzakten, Ereignisprotokolle 1644.
- Stift Heiligenkreuz Archiv: Register.